# Округ Дејвис (Мисури)
Дејвис (енгл. Daviess County) је округ у америчкој савезној држави Мисури.

## Демографија
По попису из 2010. године број становника је 8.433, што је 417 (5,2%) становника више него 2000. године.
| Група             | 2000.         | 2010.         |
| Белци             | 7.877 (98,3%) | 8.211 (97,4%) |
| Афроамериканци    | 4 (0,0%)      | 23 (0,3%)     |
| Азијати           | 6 (0,1%)      | 5 (0,1%)      |
| Хиспаноамериканци | 55 (0,7%)     | 87 (1,0%)     |
| Укупно            | 8.016         | 8.433         |